# Grand Prix de Saint-Cloud
Pour les articles homonymes, voir Saint-Cloud (homonymie).
Groupe 1
Le Grand Prix de Saint-Cloud est une course hippique de plat se déroulant fin juin-début juillet sur l'Hippodrome de Saint-Cloud à Saint-Cloud. C'est une course de Groupe I réservée aux chevaux de 4 ans et plus, disputée sur la distance de 2 400 mètres et dotée d'une allocation de 400 000 €.

## Historique
La première édition s'est déroulée en 1904 sous le nom de Prix du Président de la République sur l'Hippodrome de Maisons-Laffitte, où elle est restée jusqu'en 1914. Elle a été rebaptisée en 1941" Longtemps, il s'agissait de la première confrontation inter-générations (entre les 3 ans et leurs aînés), mais les 3 ans, accaparés par le programme classique (Prix du Jockey Club en juin et Grand Prix de Paris en juillet), désertant la course, elle fut à partir de 2005 réservée aux seuls chevaux d'âge.
Onze chevaux sont parvenus à remporter le Grand Prix de Saint-Cloud et le Prix de l'Arc de Triomphe : Mon Talisman (1927, 1928), Corrida (1936), Djebel (1942), Ardan (1944, 1945), Exbury (1963), Sea Bird (1965), Rheingold (1972, 1973), Carnegie (1994, 1995), Helissio (1996, 1997), Montjeu (1999, 2000), Trêve (2014, 2015) et Alpinista (2022).
Trois vainqueurs du Derby d'Epsom se sont imposés dans le Grand Prix de Saint-Cloud : Relko en 1964, Sea Bird en 1965 et Teenoso en 1983, mais seul Sea Bird a réussi le doublé la même année.
Seules dix juments ont inscrit leur nom au palmarès de l'épreuve : Corrida (1936), Banassa (1954), Dahlia (1974), Riverqueen (1976), Dunette (1980), User Friendly (1993), Pride (2006), Plumania (2010), Sarafina (2011) et Trêve (2015).

### Records

#### Chevaux
Cinq chevaux ont réussi un doublé dans ce Grand Prix : Nino (1926, 1927), Tanerko (1957, 1958), Rheingold (1972, 1973), Helissio (1996, 1997) et Ange Gabriel (2002, 2003).
Meilleur temps : 2'26"15, par Alpinista en 2022"

#### Jockeys
Yves Saint-Martin, 7 victoires : Relko (1964), Rheingold (1972, 1973), Dahlia (1974), Shakapour (1980), Akarad (1981), Strawberry Road (1985)

#### Entraîneurs
François Mathet, 8 victoires : Tanerko (1957, 1958), Dicta Drake (1961), Match II (1962), Relko (1964), Exceller (1977), Shakapour (1980), Akarad (1981)
André Fabre, 8 victoires : Village Star (1988), In The Wings (1990), Apple Tree (1994), Carnegie (1995), Fragrant Mix (1998), Plumania (2010), Méandre (2012), Waldgeist (2018)

#### Propriétaires
Marcel Boussac, 5 victoires : Corrida (1936), Djebel (1942), Ardan (1945), Coaraze (1946), Goyama (1948)

## Palmarès depuis 1970
| Année     | Vainqueur         | S/A     | Pays        | Père                  | Jockey                            | Entraîneur                          | Propriétaire                      | Deuxième           | Troisième       | Temps   |
| --------- | ----------------- | ------- | ----------- | --------------------- | --------------------------------- | ----------------------------------- | --------------------------------- | ------------------ | --------------- | ------- |
| 2025      | Calandagan        | H.4     | France      | Gleneagles            | Mickaël Barzalona                 | Francis-H. Graffard                 | S.A. Aga Khan                     | Aventure           | Junko           | 2'28"28 |
| 2024      | Dubai Honour      | H.6     | Royaume-Uni | Pride of Dubai        | Tom Marquand                      | William Haggas                      | Mohamed Obaida                    | Feed The Flame     | Point Lonsdale  | 2'30"30 |
| 2023      | Westover          | M.4     | Royaume-Uni | Frankel               | Rob Hornby                        | Ralph Beckett                       | Juddmonte Farms                   | Zagrey             | Junko           | 2'25"46 |
| 2022      | Alpinista         | F.5     | Royaume-Uni | Frankel               | Luke Morris                       | Sir Mark Prescott                   | Kristen Rausing                   | Baratti            | Bubble Gift     | 2'26"15 |
| 2021      | Broome            | M.5     | Irlande     | Australia             | Colin Keane                       | Aidan O'Brien                       | Matsushima, Magnier, Tabor, Smith | Ebaiyra            | Gold Trip       | 2'29"11 |
| 2020      | Way To Paris      | M.7     | Italie      | Champs Élysées        | Pierre-Charles Boudot             | Andrea Marcialis                    | Paola Ferrario                    | Nagano Gold        | Ziyad           | 2'29"98 |
| 2019      | Coronet           | F.5     | Royaume-Uni | Dubawi                | Frankie Dettori                   | John Gosden                         | Denford Stud                      | Ziyad              | Lah Ti Dar      | 2'28"66 |
| 2018      | Waldgeist         | M.4     | France      | Galileo               | Pierre-Charles Boudot             | André Fabre                         | Gestüt Ammerland                  | Coronet            | Salouen         | 2'30"14 |
| 2017      | Zarak             | M.4     | France      | Dubawi                | Christophe Soumillon              | Alain de Royer-Dupré                | S.A. Aga Khan                     | Silverwave         | Armande         | 2'27"76 |
| 2016      | Silverwave        | M.4     | France      | Silver Frost          | Maxime Guyon                      | Pascal Bary                         | H Spirit                          | Erupt              | Siljan's Saga   | 2'29"20 |
| 2015      | Trêve             | F.5     | France      | Motivator             | Thierry Jarnet                    | Christiane Head                     | Al Shaqab Racing                  | Flintshire         | Dolniya         | 2'27"59 |
| 2014      | Noble Mission     | M.5     | Irlande     | Galileo               | James Doyle                       | Lady Cecil                          | Khalid Abdullah                   | Siljan's Saga      | Narniyn         | 2'34"83 |
| 2013      | Novellist         | M.4     | Allemagne   | Monsun                | Ryan Moore                        | Andreas Wöhler                      | Christoph Berglar                 | Dunaden            | Haya Landa      | 2'31"12 |
| 2012      | Méandre           | M.4     | France      | Slickly               | Maxime Guyon                      | André Fabre                         | Famille Rothschild                | Shareta            | Galikova        | 2'31"50 |
| 2011      | Sarafina          | F.4     | France      | Refuse to Bend        | Christophe Lemaire                | Alain de Royer-Dupré                | S.A. Aga Khan                     | Cirrus des Aigles  | Silver Pond     | 2'34"40 |
| 2010      | Plumania          | F.4     | France      | Anabaa                | Olivier Peslier                   | André Fabre                         | Wertheimer & Frère                | Youmzain           | Daryakana       | 2'34"40 |
| 2009      | Spanish Moon      | M.5     | Royaume-Uni | El Prado              | Ryan Moore                        | Sir Michael Stoute                  | Khalid Abdullah                   | Alpine Rose        | Youmzain        | 2'27"40 |
| 2008      | Youmzain          | M.5     | Royaume-Uni | Sinndar               | Richard Hughes                    | Mick Channon                        | Jaber Abdullah                    | Soldier of Fortune | Doctor Dino     | 2'28"20 |
| 2007      | Mountain High     | M.5     | Royaume-Uni | Danehill              | Kieren Fallon                     | Sir Michael Stoute                  | Sue Magnier                       | Mandesha           | Prince Flori    | 2'29"70 |
| 2006      | Pride             | F.6     | France      | Peintre Célèbre       | Christophe Lemaire                | Alain de Royer-Dupré                | NP Bloodstock Ltd                 | Hurricane Run      | Laverock        | 2'35"90 |
| 2005      | Alkaased          | M.5     | Royaume-Uni | Kingmambo             | Frankie Dettori                   | Luca Cumani                         | Michael Charlton                  | Policy Maker       | Bago            | 2'31"30 |
| 2004      | Gamut             | M.4     | Royaume-Uni | Spectrum              | Kieren Fallon                     | Michael Stoute                      | Gay Smith                         | Policy Maker       | Visorama        | 2'36"10 |
| 2003      | Ange Gabriel      | M.5     | France      | Kaldounévées          | Thierry Jarnet                    | Eric Libaud                         | Antonia Devin                     | Polish Summer      | Loxias          | 2'30"90 |
| 2002      | Ange Gabriel      | M.4     | France      | Kaldounévées          | Thierry Jarnet                    | Eric Libaud                         | Antonia Devin                     | Polish Summer      | Aquarelliste    | 2'28"60 |
| 2001      | Mirio             | M.4     | France      | Priolo                | Christophe Soumillon              | Jean-M. de Choubersky               | Erik Soderberg                    | Perfect Sunday     | Egyptband       | 2'29"30 |
| 2000      | Montjeu           | M.4     | France      | Sadler's Wells        | Cash Asmussen                     | John Hammond                        | Michael Tabor                     | Daring Miss        | Sagamix         | 2'31"40 |
| 1999      | El Condor Pasa    | M.4     | Japon       | Kingmambo             | Masayoshi Ebina                   | Yoshitaka Ninomiya                  | Takao Watanabe                    | Tiger Hill         | Dream Well      | 2'28"80 |
| 1998      | Fragrant Mix      | M.4     | France      | Linamix               | Olivier Peslier                   | André Fabre                         | Jean-Luc Lagardère                | Romanov            | Gazelle Royale  | 2'31"30 |
| 1997      | Helissio          | M.4     | France      | Fairy King            | Cash Asmussen                     | Elie Lellouche                      | Enrique Sarasola                  | Magellano          | Riyadian        | 2'29"50 |
| 1996      | Helissio          | M.3     | France      | Fairy King            | Olivier Peslier                   | Elie Lellouche                      | Enrique Sarasola                  | Swain              | Poliglote       | 2'27"40 |
| 1995      | Carnegie          | M.4     | France      | Sadler's Wells        | Thierry Jarnet                    | André Fabre                         | Cheikh Mohammed                   | Luso               | Only Royale     | 2'35"20 |
| 1994      | Apple Tree        | M.5     | France      | Bikala                | Thierry Jarnet                    | André Fabre                         | Saud Al Kabeer                    | Muhtarram          | Zimzalabim      | 2'30"60 |
| 1993      | User Friendly     | F.4     | Royaume-Uni | Slip Anchor           | George Duffield                   | Clive Brittain                      | Bill Gredley                      | Apple Tree         | Modhish         | 2'28"50 |
| 1992      | Pistolet Bleu     | M.4     | France      | Top Ville             | Dominique Bœuf                    | Elie Lellouche                      | Daniel Wildenstein                | Magic Night        | Subotica        | 2'30"30 |
| 1991      | Epervier Bleu     | M.4     | France      | Saint-Cyrien          | Dominique Bœuf                    | Elie Lellouche                      | Daniel Wildenstein                | Rock Hopper        | Passing Sale    | 2'28"10 |
| 1990      | In The Wings      | M.4     | France      | Sadler's Wells        | Cash Asmussen                     | André Fabre                         | Cheikh Al Maktoum                 | Ode                | Zartota         | 2'29"60 |
| 1989      | Sheriff's Star    | M.4     | Royaume-Uni | Posse                 | Tony Ives                         | Lady Herries                        | Duchesse de Norfolk               | Golden Pheasant    | Boyatino        | 2'35"80 |
| 1988      | Village Star      | M.5     | France      | Moulin                | Cash Asmussen                     | André Fabre                         | A. J. Richards                    | Saint Andrews      | Frankly Perfect | 2'36"30 |
| 1987      | Moon Madness      | M.4     | Royaume-Uni | Vitiges               | Pat Eddery                        | John Dunlop                         | Duchesse de Norfolk               | Tony Bin           | Grand Pavpos    | 2'26"50 |
| 1986      | Acatenango        | M.4     | Allemagne   | Surumu                | Steve Cauthen                     | Heinz Jentzsch                      | Gestüt Fährhof                    | Saint-Estèphe      | Noble Fighter   | 2'37"20 |
| 1985      | Strawberry Road   | M.6     | Australie   | Whiskey Road          | Yves Saint-Martin                 | Patrick Biancone                    | Daniel Wildenstein                | Seismic Wave       | Treizième       | 2'34"50 |
| 1984      | Teenoso           | M.4     | Royaume-Uni | Youth                 | Lester Piggott                    | Geoff Wragg                         | Eric Moller                       | Fly Me             | Esprit du Nord  | 2'34"50 |
| 1983      | Diamond Shoal     | M.4     | Royaume-Uni | Mill Reef             | Steve Cauthen                     | Ian Balding                         | Paul Mellon                       | Lancastrian        | Zalataia        | 2'34"90 |
| 1982      | Glint of Gold     | M.4     | Royaume-Uni | Mill Reef             | Pat Eddery                        | Ian Balding                         | Paul Mellon                       | Lancastrian        | Real Shadai     | 2'41"40 |
| 1981      | Akarad            | M.3     | France      | Labus                 | Yves Saint-Martin                 | François Mathet                     | S.A. Aga Khan                     | Bikala             | Lancastrian     | 2'38"90 |
| 1980 (dh) | Dunette Shakapour | F.4 M.3 | France      | Hard to Beat Kalamoun | Georges Doleuze Yves Saint-Martin | E. Chevalier du Fau François Mathet | Mrs Harry Love S.A. Aga Khan      |                    | Policeman       | 2'39"80 |
| 1979      | Gay Mecene        | M.4     | France      | Vaguely Noble         | Freddy Head                       | Alec Head                           | Jacques Wertheimer                | Ela-Mana-Mou       | Gain            | 2'33"40 |
| 1978      | Guadanini         | M.4     | France      | Luthier               | Henri Samani                      | Richard Carver Jr.                  | Joseph Kaida                      | Trillion           | Noir Et Or      | 2'41"70 |
| 1977      | Exceller          | M.4     | France      | Vaguely Noble         | Freddy Head                       | François Mathet                     | Nelson Bunker Hunt                | Riboboy            | Iron Duke       | 2'32"80 |
| 1976      | Riverqueen        | F.3     | France      | Luthier               | Freddy Head                       | Christian Datessen                  | Ghislaine Head                    | Ashmore            | Tip Moss        | 2'34"90 |
| 1975      | Un Kopeck         | M.4     | France      | Piquarrière           | Maurice Philipperon               | John Cunnington Jr.                 | Jacques Marx                      | Ashmore            | On My Way       | 2'38"00 |
| 1974      | Dahlia            | F.4     | France      | Vaguely Noble         | Yves Saint-Martin                 | Maurice Zilber                      | Nelson Bunker Hunt                | On My Way          | Direct Flight   | 2'39"40 |
| 1973      | Rheingold         | M.4     | Royaume-Uni | Fabergé               | Yves Saint-Martin                 | Barry Hills                         | Henry Zeisel                      | Direct Flight      | Roybet          | 2'35"60 |
| 1972      | Rheingold         | M.3     | Royaume-Uni | Fabergé               | Yves Saint-Martin                 | Barry Hills                         | Henry Zeisel                      | Arlequino          | Hard to Beat    | 2'41"90 |
| 1971      | Ramsin            | M.4     | France      | Le Haar               | Henri Samani                      | Geoffroy Watson                     | Thierry van Zuylen                | Hokkaido           | Tarbes          | 2'43"70 |
| 1970      | Gyr               | M.3     | France      | Sea Bird              | Bill Williamson                   | Étienne Pollet                      | Winston Guest                     | Grandier           | Hallez          | 2'36"80 |
| 1969      | Felicio           | M.4     | France      | Shantung              | Bill Pyers                        | Maurice Zilber                      | Daniel Wildenstein                | Goodly             | Soyeux          | 2'47"20 |
| 1968      | Hopeful Venture   | M.4     | Royaume-Uni | Aureole               | A. Baclay                         | Noel Murless                        | The Queen                         | Minamoto           | Vaguely Noble   | 2'37"10 |
| 1967      | Taneb             | M.4     | France      | Tapioca               | Jean-Claude Desaint               | John Cunnington Jr.                 | Ernest Masurel                    | Nelcius            | Taj Dewan       | 2'42"10 |
| 1966      | Sea Hawk          | M.3     | France      | Herbagé               | A. Breesley                       | Étienne Pollet                      | Comtesse de la Valdène            | Diatome            | Behistoun       | 2'41"60 |
| 1965      | Sea Bird          | M.3     | France      | Dan Cupid             | Pat Glennon                       | Étienne Pollet                      | Jean Ternynck                     | Couroucou          | Francilius      | 2'38"20 |
| 1964      | Relko             | M.4     | France      | Tanerko               | Yves Saint-Martin                 | François Mathet                     | François Dupré                    | Tournevent         | Nasram          | 2'39"20 |
| 1963      | Exbury            | M.4     | France      | Le Haar               | Jean Deforge                      | Geoffroy Watson                     | Guy de Rothschild                 | Val de Loir        | Wild Hun        | 2'37"90 |
| 1962      | Match II          | M.4     | France      | Tantième              | Jean Fabre                        | François Mathet                     | François Dupré                    | Exbury             | Empire          | 2'38"00 |
| 1961      | Dicta Drake       | M.3     | France      | Phil Drake            | Maxime Garcia                     | Geoffroy Watson                     | Mme Léon Volterra                 | Wordpam            | Destral         | 2'37"40 |
| 1960      | Sheshoon          | M.4     | France      | Precipitation         | George Moore                      | Alec Head                           | Prince Ali Khan                   | Tiepoletto         | Malefain        | 2'41"20 |
| 1959      | Herbager          | M.3     | France      | Vandale               | G. Chancelier                     | Pierre Pelat                        | Simone Del Duca                   | Shantung           | Noelor          | 2'37"80 |

## Vainqueurs précédents
- 1904 - Gourvernant
- 1905 - Finasseur
- 1906 - Maintenon
- 1907 - Quérido
- 1908 - Sea Sick
- 1909 - Verdun
- 1910 - Oversight
- 1911 - Ossian
- 1912 - De Viris
- 1913 - Prédicateur
- 1914 - Sardanapale
- 1915-18 - pas de course
- 1919 - Radames
- 1920 - Eugène de Savoie
- 1921 - Pomme de Terre
- 1922 - Kircubbin
- 1923 - Bahadur
- 1924 - Pot au Feu
- 1925 - Cadum
- 1926 - Nino
- 1927 - Nino
- 1928 - Mon Talisman
- 1929 - Bubbles
- 1930 - Feb
- 1931 - Barneveldt
- 1932 - Prince Rose
- 1933 - Macaroni
- 1934 - Assuerus
- 1935 - Louqsor
- 1936 - Corrida
- 1937 - Vatellor
- 1938 - Victrix
- 1939 - Genièvre
- 1940 - pas de course
- 1941 - Maurepas
- 1942 - Djebel
- 1943 - Escamillo
- 1944 - Un Gaillard
- 1945 - Ardan
- 1946 - Coaraze
- 1947 - Yong Lo
- 1948 - Goyama
- 1949 - Medium
- 1950 - Ocarina
- 1951 - Violoncelle
- 1952 - Fast Fox
- 1953 - Magnific
- 1954 - Banassa
- 1955 - Chingacgook
- 1956 - Burgos / Oroso
- 1957 - Tanerko
- 1958 - Tanerko